# Albert Erath
Albert Erath (* 23. September 1793 in Rottenburg am Neckar; † 15. März 1885 in Wawarsing, New York) war ein deutscher Arzt, Autor und Landwirt.

## Leben und Wirken
Albert Erath, ein älterer Bruder des Rottenburger Lehrers und Dichters Carl Julius Erath, studierte ab 1811 Medizin an der Eberhard Karls Universität Tübingen. Neben seiner ärztlichen Tätigkeit betätigte er sich intensiv mit Fragen der Landwirtschaft und publizierte hierüber. Außerdem gehörte er zu den Mitbegründern des Rottenburger Gesangvereins. Eine längere Auslandsreise führte ihn von 1831 bis 1834 nach Algerien, über die er in einem 1839 veröffentlichten Buch berichtete. Später (vermutlich nach 1848/49) wanderte er in die USA aus und starb dort in hohem Alter.
In seinen zwischen 1839 und 1847 veröffentlichten Schriften beschäftigte sich Erath vor allem mit Verbesserungen in der Landwirtschaft, nicht zuletzt aus medizinischer Sicht.

## Veröffentlichungen
- Geschichte einer Reise nach Algier und des dreijährigen Aufenthalts in diesem Lande. Nebst Beobachtungen über den Zustand desselben, in den Jahren 1831–1834. Mit einer Ansicht von Algier. Bäuerle, Rottenburg a.N. 1839 (eine Übersetzung in niederländische Sprache erschien 1841 in Groningen).
- Verbesserte Branntwein-Brennerei, oder wie man auf … einfache Weise … Kirschenwasser bereiten kann, ohne der Gefahr der Vergiftung durch Kupfer. Engelsche Buchdruckerei, Rottenburg a.N. 1839.
- Gemeinde-Baadhäuser in Verbindung mit den Gemeinde-Back-Küchen. Rottenburg a.N. 1839.
- Wohin soll man auswandern? Oder Nachricht über diejenigen Länder, wohin bisher die Deutschen gezogen sind und welche sich zur Auswanderung am besten eignen. Reutlingen 1843.
- Der Hopfenbau, theoretisch und praktisch. Mit Berücksichtigung der Hopfenkultur in Württemberg. Reutlingen 1845.
- Das Oberamt Rottenburg in landwirthschaftlicher Beziehung dargestellt, zur Erleichterung des Ueberblicks für den Wanderer. Engelsche Buchdruckerei, Rottenburg a.N. 1845 (Digitalisat).

- Gründliche Anweisung zur Bereitung des Haustrunks, oder Wein, Most und Bier. Rottweil 1847.
- Gründliche Anweisung zur Kenntnis und Vertilgung der schädlichen Insekten in der Landwirthschaft. Setzer, Rottweil 1847.
- Betrachtungen über den Dünger, seinen Werth und seine Zubereitung. Setzer, Rottweil 1847.
- Handbuch für Hopfen-Pflanzer. Cotta, Stuttgart/Tübingen 1847 (als Autor ist hier fälscherweise Karl Julius Erath genannt. Eine französische Übersetzung erschien 1855 in Paris: Digitalisat).